# Ladislav Kaňak
Ladislav Kaňak (* 4. ledna 1924 Vlčkovice), uváděný rovněž jako Ladislav Kaňák, je bývalý český fotbalový útočník.

## Hráčská kariéra
V československé lize hrál za Trojici Ostrava (dobový název Baníku), vstřelil dvě prvoligové branky.

### Prvoligová bilance
| Ročník         | Zápasy | Góly | Minuty | Klub                  |
| -------------- | ------ | ---- | ------ | --------------------- |
| I. liga 1948   | –      | 2    | –      | Sokol Trojice Ostrava |
| I. liga 1949   | –      | 0    | –      | ZSJ Trojice Ostrava   |
| CELKEM I. LIGA | –      | 2    | –      |                       |